# Szerzetesrendek nevének rövidítései

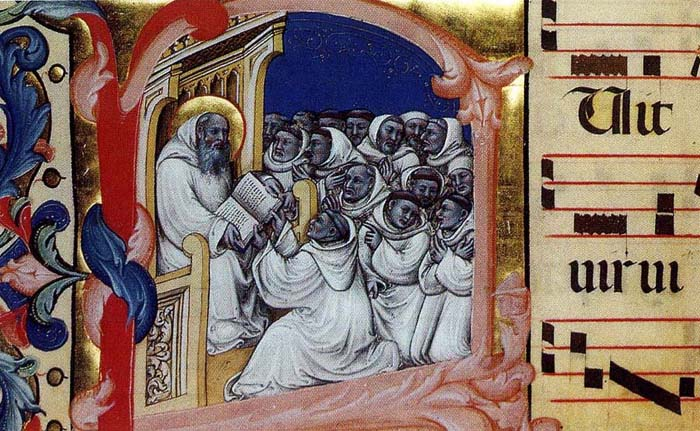
Szerzetesek kórusa, miniatura, Legenda aurea

A teológiai irodalomban, illetve az egyháztörténeti munkákban a különböző szerzetes- és apácarendek, valamint kongregációk (egyházi társulások) gyakran nem a teljes nevükön, hanem nevük kezdőbetűivel szerepelnek. Sok esetben hasonló eljárás figyelhető meg a szerzetesírók munkáinál is, a szerző neve után itt is a rend nevének rövidített formája áll. A rövidítések feloldása, illetve a szerzetesrendek és kongregációk neve az alábbi listában olvasható:
(Megjegyzés: Egy szerzetesrendnek vagy kongregációnak több névváltozata és/vagy névrövidítése is lehet, és előfordul, hogy egy rövidítés több szerzetesrendet is jelöl.)

| Rövidítés       | Hivatalos név | Magyar név                                                                              | Közismert név                                                                             |            |
| --------------- | --- | --------------------------------------------------------------------------------------- | ----------------------------------------------------------------------------------------- | ---------- |
| A.A.            | Augustiniani ab Assumptione                                                                                         | Mária Mennybevételéről Nevezett Ágostonos Kongregáció                                   | Asszumpcionisták                                                                          |            |
| A.B.A.          | Antoniani Benedictini Armeni                                                                                        |                                                                                         | Mechitaristák, örmény bencések                                                            |            |
| A.D.            | Ancillae Domini | Megfeszített Jézus Krisztus Szegény Szolgálói                                           | dernbachi nővérek                                                                         |            |
| A.N.K.          | Congregatio Ancillarum Beatas Mariae Virginis ab Annunciata                                                         | Annunciáta Nővérek Kongregációja                                                        | Annunciáták, annunciáta nővérek                                                           |            |
| Ant.            | Hospitalarii S. Antonii                                                                                             | Szent Antal Irgalmas Rendje                                                             | antoniták                                                                                 |            |
| O.A.R.          | Ordo Augustinianorum Recollectorum                                                                                  | Ágoston-rendi Recollectusok                                                             | ágostonos rekollektusok, recollectusok                                                    |            |
| A.Sz.F.L.       | Congregatio Filiarum Sancti Francisci Assisiensis                                                                   | Assisi Szent Ferenc Leányai Kongregációja                                               | Assisi Szent Ferenc Leányai                                                               |            |
| B.C.            | Ordo Basilius S. Joannis Baptistae, Soaritorum Melkitarum                                                           | Keresztelő Szent Jánosról Nevezett Melkita Baziliták                                    |                                                                                           |            |
| B.M.V.          | | Miasszonyunkról Nevezett Női Kanonokrend, Pécs                                          | ágostonos kanonisszák                                                                     |            |
| B.S.            | Ordo Basilianus Ss. Salvatoris Melkitarum                                                                           | Az Üdvözítőről nevezett Melkita Baziliták                                               | libanoni baziliták                                                                        |            |
| Can.A.          | Canonici Augustiniani                                                                                               | ágostonos kanonokok                                                                     | ágostonos kanonokok                                                                       |            |
| Can.R.          | Canonici Regulares                                                                                                  | reguláris kanonokok                                                                     | reguláris (szabályozott) kanonokok                                                        |            |
| C.A.S.H.        | Clerici Apostolici S. Hieronymi                                                                                     | Szent Jeromos Apostoli Papjai                                                           | jezuáták                                                                                  |            |
| C.B.            | Communauté des Beatitudes                                                                                           | Nyolc Boldogság Katolikus Közösség                                                      | Nyolc Boldogság Közösség                                                                  |            |
| C.C.            | Carmelitae Calceati/Calceatae                                                                                       | sarus karmeliták                                                                        | sarus Karmeliták                                                                          |            |
| C.Cam.          | Ordo Clericorum Regularium Ministrantium Infirmis                                                                   | Betegeket Szolgáló Szabályozott Papok Rendje                                            | kamilliánusok                                                                             |            |
| C.C.F.          | Congregatio Charitatis Fratrum                                                                                      | Szeretet Testvéreinek Kongregációja                                                     |                                                                                           |            |
| C.D.C.          | Congregatio Presbyterorum Doctrinae Christianae                                                                     | Keresztény Tanítás Papi Kongregációja                                                   | doktrináriusok                                                                            |            |
| C.D.C.J.        | Sorores Carmelitae a Divino Corde Jesu                                                                              | Jézus Isteni Szivéről Nevezett Karmelita Nővérek                                        | Roermondi Karmelita Nővérek                                                               |            |
| C.D.Sp.         | Congregatio S. Spiritus sub tutela Immaculati Cordis B.M.V.                                                         | Mária Szeplőtelen Szívének Oltalma alatt álló Szentlélek Kongregáció                    |                                                                                           |            |
| C.F.A.          | Congregatio Fratrum Cellitarum S. Alexianorum                                                                       | Alexiánus Testvérek Kongregációja                                                       | alexiánusok                                                                               |            |
| C.F.C.          | Congregatio Fratrum a Charitate                                                                                     |                                                                                         | Bigi testvérek                                                                            |            |
| C.F.C.          | Congregatio Fratrum Christianorum                                                                                   | Keresztény Testvérek Kongregációja                                                      | keresztény testvérek                                                                      |            |
| C.F.I.C.        | Congregatio Filii Immaculatae Conceptionis                                                                          | Szeplőtelen fogantatás Betegápoló Fiai                                                  | maastrichti conceptionista testvérek, koncepcionista testvérek                            |            |
| C.F.M.I.        | Congregatio Filiorum Mariae Immaculatae                                                                             | Szeplőtelen Szűz Fiai Kongregációja                                                     | pavoniánusok                                                                              |            |
| C.F.M.M.A.      | Fratres Misericordiae Mariae Auxiliatricis                                                                          | Segítő Szűz Mária Irgalmasságának Testvérei                                             |                                                                                           |            |
| C.F.P.          | Congregatio Fratrum Pauperum S. Francisci                                                                           |                                                                                         | Bleyerheidei Ferences Harmadrendi Testvérek                                               |            |
| C.F.S.          | Congregatio a Fraternitate Sacerdotali                                                                              | Papi Testvériség Kongregációja                                                          |                                                                                           |            |
| C.F.S.C.J.      | Congregatio Filiorum S. Cordis Iesu                                                                                 | Jézus Szent Szívének Fiai Kongregációja                                                 | Jézus Szent Szívének Fiai                                                                 |            |
| C.F.S.F.        | Congregatio Filiarum S. Francisci Assisinati                                                                        | Assisi Szent Ferenc Leányai Kongregációja                                               | Assisi Szent Ferenc Leányai                                                               |            |
| C.F.Ss.S.       | Congregatio Filiarum a Ss. Salvatore                                                                                | Legszentebb Üdvözítő Leányai Kongregáció                                                | Legszentebb Üdvözítő Leányai (Nővérei)                                                    |            |
| C.F.V.          | Congregatio Fratrum a S. Vincentio a Paulo                                                                          | vincés testvérek kongregációja                                                          | vincés testvérek                                                                          |            |
| C.F.X.          | Congregatio Fratrum a S. Francisco Xaverio                                                                          | Xavéri Szent Ferenc Testvérei                                                           | xaveriánus testvérek                                                                      |            |
| Chord.          | Chordigeri S. Francisci                                                                                             | Kordaviselők Testvérülete                                                               | kordaviselők                                                                              |            |
| C.I.C.M.        | Congregatio Immaculati Cordis Mariae                                                                                | Mária Szeplőtelen Szívének Kongregációja                                                | Scheut-i misszionáriusok                                                                  |            |
| Ciszt.          | Ordo Cisterciensium                                                                                                 | Ciszterci Rend                                                                          | ciszterciek                                                                               |            |
| C.J.            | Congregatio Iosephitarum                                                                                            | Jozefita Atyák                                                                          | jozefiták                                                                                 |            |
| C.J.            | Congregatio Jesu |                                                                                         | angolkisasszonyok                                                                         |            |
| C.J.M.          | Congregatio Iesu et Mariae                                                                                          | Jézus és Mária Kongregáció                                                              | eudisták                                                                                  |            |
| C.M.            | Congregatio Missionis                                                                                               | Missziós Kongregáció                                                                    | lazaristák (vincések)                                                                     |            |
| C.M.            | Compagnie de Marie                                                                                                  | Mária Társaságának Misszionáriusai                                                      | montfortánusok                                                                            |            |
| C.Mech.         | Congregatio Mechitaristarum                                                                                         | Mechitarista Kongregáció                                                                | mechitaristák                                                                             |            |
| C.M.F.          | Cordis Mariae Filii                                                                                                 | Mária Szeplőtelen Szívének Misszionárius Fiai                                           | klaretiánusok (claretinusok)                                                              |            |
| C.M.M.          | Congregatio Missionariorum de Mariannhill                                                                           | Mariannhilli Misszionáriusok                                                            | Mariannhilli Misszionáriusok                                                              |            |
| C.N.D.          | Congregation Notre Dame                                                                                             | Notre Dame Női Kanonok- és Tanítórend                                                   | Notre Dame Nővérek                                                                        |            |
| C.Op.           | Congregatio pro Operariis Christianis a Josepho Calasantio                                                          |                                                                                         | kalazantinusok                                                                            |            |
| C.P.            | Congregatio Clericorum Excalceatorum Ss. Crucis et Passionis D.N.I.C.                                               | Jézus Krisztus Kínszenvedésének Kongregációja                                           | passzionisták                                                                             |            |
| C.P.M.          | Congregatio Presbyterorum a Misericordia                                                                            | Irgalmasságról Nevezett Papok Kongregációja                                             | irgalmas papok                                                                            |            |
| C.P.O.          | Congregatio Piorum Operariorum Catechistarum Ruralium                                                               | Falusi Katekéták                                                                        | falusi katekéták                                                                          |            |
| C.P.P.S.        | Congregatio Presbyterorum a Preciosissimo Sanguine                                                                  | Legszentebb Vér Misszionáriusai                                                         | Szent Vér misszionáriusok                                                                 |            |
| C.P.S.          | Congregatio Presbyterorum a Ss. Stigmatibus D.N.I.C.                                                                |                                                                                         | stigmatinusok, bertoniánusok                                                              |            |
| C.P.S.P.        | Congregatio Parvarum Sororum Pauperum                                                                               | Szegények Kis Nővérei                                                                   | Szegények Kis Nővérei                                                                     |            |
| C.R.            | Canonici Regulares                                                                                                  | reguláris kanonokok                                                                     | reguláris (szabályozott) kanonokok                                                        |            |
| C.R.            | Congregatio a Resurrectione D.N.I.C.                                                                                | Urunk Jézus Krisztus Feltámadásának Kongregációja                                       | resurrectionisták (rezurrekcionisták)                                                     |            |
| C.R.B.          | Congregatio Ss. Nicolai et Bernardi                                                                                 | Szabályozott Bernáthegyi Kanonokok                                                      | bernáthegyi kanonokok                                                                     |            |
| C.R.I.C.        | Congregatio Canonicorum Regularium Immaculatae Conceptionis                                                         | Szeplőtelen fogantatás Reguláris Kanonokjai                                             |                                                                                           |            |
| C.R.L.          | Congregatio Canonicorum Regularium Ss. Salvatoris Lateranensis                                                      | Lateráni Szabályozott Kanonokok Kongregációja                                           | lateráni kanonokok                                                                        |            |
| C.R.M.          | Ordo Clericorum Regularium Minorum                                                                                  | Szabályozott Kisebb Papok                                                               | mariánusok, caracciolinók                                                                 |            |
| C.R.M.I.        | Ordo Clericorum Regularium Ministrantium Infirmis                                                                   | Betegeket Szolgáló Szabályozott Papok Rendje                                            | kamilliánusok (kamillánusok)                                                              |            |
| C.R.S.          | Congregatio Clericorum Regularium a Somascha                                                                        | Szomaszkai rend                                                                         | szomaszkaiak (szomaszkák)                                                                 |            |
| C.R.S.A.        | Canonici Regulares S. Augustini                                                                                     | Szent Ágostonról nevezett Federációs Szabályozott Kanonokok                             | ágostonos kanonokok                                                                       |            |
| C.R.S.Ant.      | Canonici Regulares S. Antonii                                                                                       | Szent Antal Szabályozott Kanonokok                                                      | antoniták                                                                                 |            |
| C.R.S.Cr.       | Canonici Regulares Ss. Crucis a Stella Rubea                                                                        | Csehországi Vörös Keresztes Kanonokok                                                   | Vörös Keresztes Kanonokok                                                                 |            |
| C.R.S.P.        | Congregatio Clericorum Regularum S. Pauli Barnabitarum                                                              |                                                                                         | barnabiták (paulánusok)                                                                   |            |
| C.R.S.T.        | Canonici Regulares Ss. Trinitatis                                                                                   | sarus trinitáriusok                                                                     | sarus trinitáriusok                                                                       |            |
| C.R.T.          | Clerici Regulares Theatini                                                                                          | Teatinus Rend                                                                           | Teatinusok                                                                                |            |
| C.R.V.          | Congregatio Vindeshemensis                                                                                          | Windesheimi Kongregáció                                                                 | windesheimi kanonokok                                                                     |            |
| C.S.            | Caritas Socialis | Caritas Socialis                                                                        | Caritas Socialis nővérek                                                                  |            |
| C.S.A.          | Canonici Regulares Sancti Augustini                                                                                 | Szent Ágoston Szabályozott Kanonok                                                      | ágostonos kanonokok, ágostonos kanonisszák                                                |            |
| C.S.A.C.        | Congregatio Sororum Apostolatus Catholici                                                                           | Katolikus Apostolkodás Kongregációja                                                    | pallottinus nővérek                                                                       |            |
| C.S.C.          | Congregatio a Sancta Cruce                                                                                          | Keresztes Kongregáció                                                                   | keresztes atyák                                                                           |            |
| C.S.C.          | Congregatio Servorum a Charitate                                                                                    | Szeretet Szolgái Kongregáció                                                            | szeretet szolgái                                                                          |            |
| C.S.F.N.        | Congregatio Sacrae Familiae a Názáreth                                                                              | Názáreti Szent Család Kongregáció                                                       |                                                                                           |            |
| C.Silv.O.S.B.   | Congregatio Silvestrina Ordinis S. Benedicti                                                                        | szilvesztrinusok                                                                        | szilvesztrinusok                                                                          |            |
| C.S.J.          | Congregatio S. Joseph                                                                                               | Szent József Társasága                                                                  | Szent József nővérek                                                                      |            |
| C.S.P.          | Congregatio Sacerdotum Missionariorum a S. Paulo                                                                    | Szent Pál Missziós Papjainak Kongregációja                                              | paulisták                                                                                 |            |
| C.S.S.          | Congregatio Sancti Spiritus                                                                                         | Szentlélek Kongregáció                                                                  | Szentlélek atyák, spiritánusok                                                            |            |
| C.S.S.F.        | Congregatio Sororum S. Felicis                                                                                      | Cantalicei Szent Félixről nevezett Nővérek                                              |                                                                                           |            |
| C.S.S.K.        | Congregatio Sororum Scholasticarum de Kalocsa                                                                       | Kalocsai Iskolanővérek                                                                  | Kalocsai Iskolanővérek                                                                    |            |
| C.S.Sp.         | Congregatio Sancti Spiritus                                                                                         | Szentlélek Kongregáció                                                                  | Szentlélek atyák, spiritánusok                                                            |            |
| C.Ss.R.         | Congregatio Ss. Redemptoris                                                                                         | Legszentebb Megváltó Kongregációja                                                      | redemptoristák (ligouriánusok)                                                            |            |
| C.S.V.          | Congregatio Clericorum Parochialium seu Catechistarum S. Viatoris                                                   | Szent Viatorról Nevezett Papi Kongregáció                                               | Szent Viátor Katekéták                                                                    |            |
| C.S.V.          | Sodalitas Catechistarum S. Viatoris                                                                                 | viatoriánusok                                                                           | viatoriánusok                                                                             |            |
| C.V.            | Congregatio Vincentiana                                                                                             | Malabári Vincés Kongregáció                                                             |                                                                                           |            |
| C.V.U.O.S.B.    | Congregatio Vallis Umbrosae Ordinis S. Benedicti                                                                    | Vallambrózi Bencések                                                                    | vallumbroziánusok (vallambróziak)                                                         |            |
| D.C.I.          | Sorores Carmelitae a Divino Corde Iesu                                                                              | Jézus Isteni Szivéről nevezett Karmelita Nővérek                                        | roermondi karmelita nővérek                                                               |            |
| D.N.A.K.        | | Árpád-házi Szent Margitról nevezett Szent Domonkos Rendi Nővérek Apostoli Kongregációja | domonkos nővérek                                                                          |            |
| E.B.Ö.E.N.      | | Esztergomi Boldog Özséb Engesztelő Nővérei                                              | Boldog Özséb nővérek                                                                      |            |
| E.N.T.          | Societas Sororum Paroecialium                                                                                       | Egyházközségi Nővérek Társasága                                                         | egyházközségi nővérek (Szent Péter Apostol Leányai)                                       |            |
| Er.A.           | Eremitae Augustini                                                                                                  | ágostonos remeték                                                                       | ágostonos remeték                                                                         |            |
| F.B.F.          | Fate Bene Fratelli                                                                                                  | "Tegyetek jót testvérek" Betegápoló Irgalmasrend                                        | irgalmasok                                                                                |            |
| F.C.            | Filii Caritatis | Szeretet Fiai                                                                           |                                                                                           |            |
| F.C.            | Fratres a Charitate                                                                                                 | Szeretetről nevezett Testvérek                                                          |                                                                                           |            |
| F.C.C.          | Institutum Filiorum a Caritate                                                                                      | kanossziánusok                                                                          | kanossziánusok                                                                            |            |
| F.C.M.          | Societé des Filles du Cœur de Marie                                                                                 | Mária Szíve Leányainak Társasága                                                        |                                                                                           |            |
| F.C.S.V.P.      | Sorores Misericordiae de S. Vincentio de Paul de Szatmár                                                            | Páli Szent Vincéről nevezett Szatmári Irgalmas Nővérek                                  | irgalmas nővérek                                                                          |            |
| F.d.C.          | Filles de la Charité, Societas Filiarum Caritatis Sancti Vincentii a Paulo                                          | Páli Szent Vince Szeretet Leányai Társulata                                             | irgalmas nővérek                                                                          |            |
| F.D.C.          | Societas Filiarum Divinae Caritatis                                                                                 | Isteni Szeretet Leányai Társulata                                                       | Isteni Szeretet leányai                                                                   |            |
| F.D.C.          | Fratres Doctrinae Christianae                                                                                       | Keresztény Tanítás Testvérei                                                            |                                                                                           |            |
| F.D.M.          | Institutum Fratrum BMV a Misericordia                                                                               | Irgalmas Szűz Testvérei                                                                 |                                                                                           |            |
| F.D.P.          | Filii Divinae Providentiae                                                                                          | Isteni Gondviselés Kis Fiai                                                             |                                                                                           |            |
| F.d.S.          | Filles de la Sagesse                                                                                                | Bölcsesség Leányai                                                                      | monfortánusok                                                                             |            |
| F.D.S.          | Filiae Divini Salvatoris                                                                                            | Isteni Üdvözítő Leányai                                                                 |                                                                                           |            |
| F.F.F.S.        | Institutum Fratrum Franciscalium a S. Cruce loci Waldbreitbach                                                      | Szent Keresztről nevezett Waldbreitbachi Ferences Testvérek                             | waldbreitbachi ferencesek                                                                 |            |
| F.F.G.          | Institutum Fratrum Instructionis Christianae a S. Gabriele                                                          | St. Gabriele-i Keresztény Iskolatestvérek                                               |                                                                                           |            |
| F.F.S.I.        | Institutum Fratrum Filiorum S. Joseph                                                                               | bayozefiták                                                                             | bayozefiták                                                                               |            |
| F.H.I.C.        | Fratres Hospitaliarii Filii Immaculatae Conceptionis                                                                | Szeplőtelen fogantatás Betegápoló Fiai                                                  | koncepcionisták (conceptionisták)                                                         |            |
| F.I.C.P.        | Institutum Fratrum Instructionis Christianae de Ploërmel                                                            | Ploërmeli Keresztény Iskolatestvérek                                                    |                                                                                           |            |
| FMA             | Instituto delle Figlie di Maria Ausiliatrice                                                                        | Segítő Szűz Mária Leányai                                                               | Don Bosco nővérek (szalézi nővérek)                                                       |            |
| F.M.Cap.        | Fratres Minorum Capuccinorum                                                                                        | Kapucinus Kisebb Testvérek                                                              | kapucinusok                                                                               |            |
| F.M.Conv.       | Fratres Minores Conventuales                                                                                        | Konventuális Kisebb Testvérek                                                           | minoriták (fekete ferencesek, konventuálisok)                                             |            |
| F.M.D.D.        | Filii Matris Dei Dolorosae                                                                                          | Fájdalmas Boldogasszony Fiai                                                            | doloristák                                                                                |            |
| F.M.I.          | Congregatio Filiorum B.M.V. Immaculatae                                                                             | Szeplőtelen Szűz Luçoni Fiai                                                            |                                                                                           |            |
| F.M.I.C.        | Franciscanae Missionariae Immaculatae Conceptionis                                                                  | Ferences Mária Missziós Nővérek                                                         |                                                                                           |            |
| F.Mis.          | Fratres de Misericordia                                                                                             | Irgalmasság Testvérei                                                                   |                                                                                           |            |
| F.M.M.          | Institutum Franciscalium Missionarium a Maria                                                                       | Ferences Mária Misszionárius Nővérek                                                    |                                                                                           |            |
| F.M.M.          | Fratres de Misericordia de Montabaur                                                                                | Montabauri Irgalmas Testvérek                                                           |                                                                                           |            |
| F.M.M.A.        | Fratres de Misericordia S. Mariae Auxiliatricis                                                                     |                                                                                         | Trieri Irgalmas Testvérek                                                                 |            |
| F.M.M.M.        | Congregatio Fratrum B.M.V. Matris Misericordiae                                                                     | Irgalmas Szűz Tilburgi Testvérei                                                        |                                                                                           |            |
| F.M.M.N.        | Institutum Franciscalium Missionarium a Maria                                                                       | Ferences Mária Misszionárius Nővérek                                                    |                                                                                           |            |
| F.M.S.          | Institutum Fratrum Maristarum a Scholis                                                                             | Mária Iskolatestvérek                                                                   |                                                                                           |            |
| F.N.D.L.        | Fratres Nostrae Dominae Lurdensis                                                                                   | Lourdes-i Miasszonyunk Testvérei (Belgium)                                              |                                                                                           |            |
| F.P.            | Fratres Piae Congregationis a Praesentatione                                                                        | Mária Bemutatásának Testvérei (Írország)                                                |                                                                                           |            |
| F.S.A.          | Congregatio Fratrum a S. Aloysio Gonzaga                                                                            | Gonzága Szent Alajos Testvérei (Hollandia)                                              |                                                                                           |            |
| F.S.B.          | Societas Filiarum S. Benedicti                                                                                      | Szent Benedek Leányainak Társasága                                                      |                                                                                           |            |
| F.S.C.          | Institutum Fratrum Scholarum Chriastanarum                                                                          | Keresztény Iskolatestvérek                                                              |                                                                                           |            |
| F.S.C.H.        | Fratres Scholarum Christianarum de Hibernia                                                                         | Ír Keresztény Iskolatestvérek                                                           |                                                                                           |            |
| F.S.C.I.        | Soeurs de la Sainte-Famille du Sacré-Cœur Iesu                                                                      | Jézus Szent Szíve Szent Családjának Nővérei Kongregáció                                 | Szent Szív nővérek (Sacré-Cœur nővérek)                                                   |            |
| F.S.C.J.        | Frères du Sacré Cœur de Lyon                                                                                        | Szent Szív Testvérek                                                                    |                                                                                           |            |
| F.S.M.I.        | Congregatio Filiorum S. Mariae Immaculatae                                                                          | Szeplőtelen Szűz Mária Fiai (Róma)                                                      |                                                                                           |            |
| F.S.P.          | Fratres S. Patricii                                                                                                 | Szent Patrik Testvérei                                                                  | Szent Patrick testvérek                                                                   |            |
| F.S.P.          | Società delle Figlie di S. Paolo                                                                                    | Szent Pál Leányainak Társasága                                                          |                                                                                           |            |
| F.Sz.N.         | Congregatio Sororum Franciscanium Pauperibus Succurrentium                                                          | Ferences Szegénygondozó Nővérek Kongregációja                                           |                                                                                           |            |
| I.B.M.V.        | Institutum Beatae Mariae Virginis                                                                                   | Boldogságos Szűz Mária Intézete                                                         | angolkisasszonyok                                                                         |            |
| I.C.            | Institutum a Charitate                                                                                              |                                                                                         | rosminiánusok                                                                             |            |
| I.M.C.          | Institutum Missionum a Consolata                                                                                    | Consolata Misszionáriusok                                                               | Torinói Misszionáriusok                                                                   |            |
| I.M.L.          | | Isteni Megváltó Leányainak Soproni Kongregációja                                        | nénék                                                                                     |            |
| I.M.N.          | Sorores a Divino Redemptore                                                                                         | Isteni Megváltóról nevezett Nővérek                                                     | niederbronni nővérek                                                                      |            |
| I.P.F.I.        | Institutum Parvulorum Fratrum Iesu                                                                                  | Jézus Kistestvérei                                                                      | Jézus Kistestvérei                                                                        |            |
| Joh.            | Ordo Equitum Hospitaliensium Sancti Joannis de Jerusalem                                                            | Jeruzsálemi Szent János Ispotályos Lovagrend                                            | johanniták (máltaiak, keresztesek, ispotályos keresztesek, rodoszi lovagok, jánoslovagok) |            |
| J.T.            | Societas Jesu | Jézus Társasága                                                                         | jezsuiták                                                                                 |            |
| kárm.           | Ordo Fratrum Beatæ Virginis Mariæ de Monte Carmelo                                                                  | Kármel hegyi Boldogságos Szűz Mária Rendje                                              | karmeliták                                                                                |            |
| M.A.            | Missionarii Africae                                                                                                 | Afrika Misszionáriusai                                                                  | Fehér Atyák                                                                               |            |
| M.C.            | Missionariae Caritatis                                                                                              | Szeretet Misszionáriusai                                                                | Teréz anya nővérei                                                                        |            |
| M.C.C.I.        | Missionarii Comboniani Cordis Iesu                                                                                  | Jézus Szent Szívének Comboniánus Misszionáriusai                                        | komboniánusok (combonianusok)                                                             |            |
| M.d.G.          | Institutum a Sancta Maria de Guadalupe pro exteris missionibus                                                      |                                                                                         | Mexikói missziós szeminárium                                                              |            |
| M.E.P.          | Societas Parisiensis Missionum ad Exteras Gentes                                                                    | Párizsi Külmissziók Társasága                                                           | Párizsi Missziós Szeminárium                                                              |            |
| M.F.S.C.        | Congregatio Missionariorum Filiorum Ss. Cordis Iesu                                                                 | Jézus Szent Szívének Missziós Fiai                                                      |                                                                                           |            |
| M.H.M.          | Societas Missionariorum S. Joseph de Mill Hill                                                                      | Mill Hill-i Szent József Missziós Társulat                                              |                                                                                           |            |
| M.I.            | Ordo Clericorum Regularium Ministrantium Infirmis                                                                   | Betegeket Szolgáló Szabályozott papok Rendje                                            | kamilliánusok                                                                             |            |
| M.I.C.          | Congregatio Clericorum Regularium Marianorum                                                                        | mariánusok                                                                              | mariánusok                                                                                |            |
| Min.Inf.        | Ordo Clericorum Regularium Ministrantium Infirmis                                                                   | Betegeket Szolgáló Szabályozott Papok Rendje                                            | kamilliánusok                                                                             |            |
| M.K.I.T.        | | Miasszonyunkról nevezett Kalocsai Iskolanővérek Társulata                               | kalocsai iskolanővérek                                                                    |            |
| M.K.Sz.I.       | | Miasszonyunkról nevezett Kalocsai Szegény Iskolanővérek                                 | kalocsai iskolanővérek                                                                    |            |
| M.M.            | Societas de Maryknoll pro Missionibus exteris                                                                       | Maryknolli Missziós Társulat                                                            | maryknolli misszionáriusok                                                                |            |
| M.M.            | Society of Medical Missionaries                                                                                     | Orvos Misszionárius Nővérek                                                             |                                                                                           |            |
| M.M.            | Missio Beatissimae Virginis Mariae                                                                                  | Munkásmisszió                                                                           | Munkásmisszió                                                                             |            |
| M.M.L.Sz.       | | Magyar Máltai Lovagok Szövetsége                                                        |                                                                                           |            |
| M.N.T.          | | Magyarok Nagyasszonya Társaság                                                          |                                                                                           |            |
| M.O.            | Institutum Missionariorum Opificum                                                                                  | Munkás Misszió                                                                          |                                                                                           |            |
| M.R.Pécs        | | Miasszonyunkról nevezett Női Kanonokrend, Pécs                                          | Miasszonyunk rendiek                                                                      |            |
| M.S.            | Missionarii Dominae Nostrae a La Salette                                                                            | Miasszonyunk La Salette-i misszionáriusai                                               | La Salette-i misszionáriusok                                                              |            |
| M.S.C.          | Missionariae Ss. Cordis Iesu                                                                                        | Jézus Szent Szívének Missziós Nővérei                                                   | Jézus Szíve nővérek                                                                       |            |
| M.S.C.          | Missionarii Ss. Cordis Iesu                                                                                         | Jézus Szent Szívének Issouduni Misszionáriusai                                          | Jézus Szíve misszionáriusok                                                               |            |
| M.S.F.          | Congregatio Missionariorum a S. Familia                                                                             | Szent Család Misszionáriusai (Hollandia)                                                |                                                                                           |            |
| M.S.F.S.        | Missionarii S. Francisci Salesii de Annecio                                                                         | Szalézi Szent Ferenc Annecyi Misszionáriusai                                            |                                                                                           |            |
| M.Sp.S.         | Missionarii a Spiritu Sancto                                                                                        | Szentlélek Misszionáriusok                                                              |                                                                                           |            |
| M.S.S.C.C.      | Congregatio Missionariorum a Ss. Cordibus Iesu et Mariae                                                            | Jézus és Mária Szent Szívének Misszionáriusai                                           |                                                                                           |            |
| M.S.S.P.        | Missionalis Societas S. Pauli                                                                                       | Szent Pál Missziós Társasága                                                            |                                                                                           |            |
| M.S.S.T.        | Congregatio Missionariorum Servorum SS. Trinitatis                                                                  | Szentháromság Missziós Szolgái                                                          |                                                                                           |            |
| M.S.V.          | Societas Mariae Virginis                                                                                            | Szűz Mária Társasága                                                                    |                                                                                           |            |
| M.Sz.I.         | | Miasszonyunkról nevezett Szegény Iskolanővérek                                          |                                                                                           |            |
| N.D.            | Congregatio a Domina Nostra Canonissarum Regularum S. Augustini                                                     | Miasszonyunkról nevezett Ágostonos Kanonisszák                                          | ágostonos kanonisszák                                                                     |            |
| N.D.S.          | Sorores Nostrae Dominae de Sion                                                                                     | Notre Dame de Sion Nővérek                                                              | Notre Dame apácák                                                                         |            |
| O.A.D.          | | Sarutlan Ágoston-rendi Apácák                                                           |                                                                                           |            |
| O.A.M.          | Ordo Antoniorum Maronitarum                                                                                         | Maronita Antonianus Rend                                                                | antoniánusok, velencei mechitaristák                                                      |            |
| O.Ann.          | Ordo de Annuntiatione B.M.V.                                                                                        | Gyümölcsoltó Boldogasszony Rendje                                                       | annunciáták                                                                               |            |
| O.Ant.          | Ordo Antoninorum | Antonita Rend                                                                           | antoniták                                                                                 |            |
| O.A.R.          | Ordo Augustinianorum Recollectorum                                                                                  | Recollectus Ágoston-rend                                                                | rekollektusok                                                                             |            |
| O.Bas.          | Ordo Basilianus | Bazilita Rend                                                                           | baziliták                                                                                 |            |
| O.Bas.It.       | Ordo Basilianus Italiae                                                                                             | Itáliai Bazilita Rend                                                                   | Grotta Ferrata-i baziliták                                                                |            |
| O.Bas.S.Jos.    | Ordo Basilianus Sancti Josaphat                                                                                     | Szent Jozafát Bazilita Rendje                                                           | rutén (ruszin) baziliták                                                                  |            |
| Obl.O.S.B.      | Oblati Ordinis Sancti Benedicti                                                                                     | Szent Benedek Rendjének Oblátusa                                                        | bencés obláták                                                                            |            |
| O.C.            | Ordo Carmelitarum                                                                                                   | Karmeliták Rendje                                                                       | karmeliták                                                                                |            |
| O.C.            | Ordo Capuccinorum                                                                                                   | Kapucinusok Rendje                                                                      | kapucinusok                                                                               |            |
| O.Cam.          | Ordo Clericorum Regularium Ministrantium Infirmis                                                                   | Betegeket Szolgáló Szabályozott Papok Rendje                                            | kamilliánusok (kamillánusok)                                                              |            |
| O.Can.S.A.      | Ordo Canonicorum Regularium S. Augustini                                                                            | Szabályozott Ágostonos Kanonokok Rendje                                                 |                                                                                           |            |
| O.Can.S.S.      | Ordo Canonicorum Regularium Sancti Sepulchri                                                                        | Jeruzsálemi Szent Sír Szabályozott Kanonokok Rendje                                     |                                                                                           |            |
| O.C.A.O.        | Ordo Carmelitarum Antiquae Observantiae                                                                             |                                                                                         | sarus karmeliták, karmelita apácák                                                        |            |
| O.Cap.          | Ordo Capuccinorum                                                                                                   | Kapucinusok Rendje                                                                      | Kapucinusok                                                                               |            |
| O.Carm.         | Ordo Fratrum Beatæ Virginis Mariæ de Monte Carmelo                                                                  | Kármel hegyi Boldogságos Szűz Mária Rendje                                              | karmeliták                                                                                |            |
| O.Carth.        | Ordo Carthusiensis                                                                                                  | Karthauziak rendje                                                                      | karthauziak, karthauzi apácák                                                             |            |
| O.C.D.          | Ordo Fratrum/Sororum Carmelitarum Discalceatorum                                                                    |                                                                                         | sarutlan karmeliták, sarutlan karmelita nővérek, sarutlan harmadrendiek                   |            |
| O.Cist.         | Ordo Cisterciensium                                                                                                 | Ciszterci Rend                                                                          | ciszterciek, ciszterci apácák                                                             |            |
| O.Cist.S.O.     | Ordo Cisterciensis Strictioris Observantiae                                                                         | Szigorított Fegyelmű Ciszterciek Rendje                                                 | trappisták                                                                                |            |
| O.Conc.         | Ordo de Conceptione Immaculatae B.M.V.                                                                              | Szeplőtelen fogantatás Rendje                                                           | koncepcionista (conceptionista) apácák/nővérek                                            |            |
| O.Conc.D.       | Ordo Conceptionistarum Discalceatorum                                                                               | Sarutlan Koncepcionista Rend                                                            | sarutlan conceptionista apácák                                                            |            |
| O.Conv.         | Ordo Conventualium                                                                                                  | Konventuális Rend                                                                       | Minoriták, fekete ferencesek, konventuálisok                                              |            |
| O.C.R.          | Ordo Cisterciensium Reformatorum                                                                                    | Reformált Ciszterciek Rendje                                                            | trappisták                                                                                |            |
| O.C.S.O.        | Ordo Cisterciensis Strictioris Observantiae                                                                         | Szigorított Fegyelmű Ciszterciek Rendje                                                 | trappisták                                                                                |            |
| O.deM.          | Ordo B. M. de Mercede redemptionis captivorum                                                                       | Fogolykiváltó Boldogságos Szűz Mária Rendje                                             | mercedáriusok, nolaszkóiak (nolaszkánusok)                                                |            |
| O.D.N.          | Ordo Mariae Dominae Nostrae                                                                                         | Miasszonyunk Rendje                                                                     | Mária Társasága                                                                           |            |
| O.E.D.S.A.      | Ordo Fratrum Eremitarum Discalceatorum S. Augustini                                                                 | Sarutlan Ágostonos Remeték Rendje                                                       | sarutlan ágostonos remeték                                                                |            |
| O.E.S.A.        | Ordo Eremitarum S. Augustini                                                                                        | Ágostonos Remeték Rendje                                                                | ágostonos remeték                                                                         |            |
| O.E.S.H.        | Ordo Eremitarum S. Hieronymi                                                                                        | Szent Jeromos Remeték Rendje                                                            | hieronimiták, Jeromos remeték                                                             |            |
| O.E.S.L.        | Ordo Equitum Sancti Lazari                                                                                          | Szent Lázár Lovagrend                                                                   |                                                                                           |            |
| O.E.S.P.        | Ordo Eremitarum S. Pauli                                                                                            | Remete Szent Pál Rendje                                                                 | pálosok                                                                                   |            |
| O.E.S.S.H.      | Ordo Equestris Sancti Sepulchri Hierosolymitani                                                                     | Jeruzsálemi Szent Sír Lovagrend                                                         |                                                                                           |            |
| O.F.B.          | Ordo Fratrum Bethlemitarum                                                                                          | Betlehemi Testvérek Rendje                                                              | Betlehemi                                                                                 |            |
| O.F.M.          | Ordo Fratrum Minorum                                                                                                | Kisebb Testvérek Rendje                                                                 | Ferencesek                                                                                |            |
| O.F.S.          | Ordo Franciscanus Saecularis                                                                                        | Ferences Világi Rend                                                                    | Ferencesek                                                                                |            |
| O.F.M.C.        | Ordo Fratrum Minorum Capuccinorum                                                                                   | Kisebb Testvérek Kapucinus Rendje                                                       | kapucinusok                                                                               |            |
| O.F.M.C.        | Ordo Fratrum Minorum Conventualium                                                                                  | Kisebb Testvérek Konventuális Rendje                                                    | Minoriták, fekete ferencesek, konventuálisok                                              |            |
| O.F.M.Cap.      | Ordo Fratrum Minorum Capuccinorum                                                                                   | Kisebb Testvérek Kapucinus Rendje                                                       | Kapucinusok                                                                               |            |
| O.F.M.Conv.     | Ordo Fratrum Minorum Conventualium                                                                                  | Kisebb Testvérek Konventuális Rendje                                                    | Minoriták, fekete ferencesek, konventuálisok                                              |            |
| O.F.M.Disc.     | Ordo Fratrum Minorum Discalceatorum                                                                                 | Kisebb Testvérek Sarutlan Rendje                                                        | sarutlan ferencesek, alkantarinusok                                                       |            |
| O.F.M.Obs.      | Ordo Fratrum Minorum Observantiae                                                                                   | Kisebb Testvérek Obszerváns Rendje                                                      | obszerváns ferencesek                                                                     |            |
| O.F.M.Rec.      | Ordo Fratrum Minorum Strictioris Observantiae                                                                       | Kisebb Testvérek Szigorított Obszerváns Rendje                                          | rekollekták                                                                               |            |
| O.F.M.Ref.      | Ordo Fratrum Minorum Reformatorum                                                                                   | Kisebb Testvérek Reformált Rendje                                                       | ferences reformáták                                                                       |            |
| O.H.            | Ordo Hospitalarius                                                                                                  | Irgalmas Rend                                                                           | irgalmasok                                                                                |            |
| O.H.S.A.        | Ordo Hospitaliarius S. Antonii                                                                                      | Szent Antal Irgalmas Rendje                                                             | antoniták                                                                                 |            |
| O.L.M.          | Ordo Libanensis Maronitarium                                                                                        | Libanoni Maroniták Rendje                                                               | maroniták                                                                                 |            |
| O.M.C.          | Ordo Fratrum Minorum Capuccinorum                                                                                   | Kisebb Testvérek Kapucinus Rendje                                                       | kapucinusok                                                                               |            |
| O.M.C.          | Ordo Fratrum Minorum Conventualium                                                                                  | Kisebb Testvérek Konventuális Rendje                                                    | minoriták, fekete ferencesek, konventuálisok                                              |            |
| O.M.Cap.        | Ordo Fratrum Minorum Capuccinorum                                                                                   | Kisebb Testvérek Kapucinus Rendje                                                       | kapucinusok                                                                               |            |
| O.M.Conv.       | Ordo Fratrum Minorum Conventualium                                                                                  | Kisebb Testvérek Konventuális Rendje                                                    | minoriták, fekete ferencesek, konventuálisok                                              |            |
| O.M.Conv.Ref.   | Ordo Fratrum Minorum Conventualium Reformatorum                                                                     | Kisebb Testvérek Reformált Konventuális Rendje                                          | reformált konventuálisok                                                                  |            |
| O.M.D.          | Ordo Clericorum Regularium a Matre Dei                                                                              | Isten Anyjának Reguláris Klerikusai                                                     |                                                                                           |            |
| O.M.E.          | Ordo Mercedariorum Excalceatorum redemptionis captivorum                                                            | Fogolykiváltó Boldogságos Szűz Mária Sarutlan Rendje                                    | sarutlan mercedáriusok                                                                    |            |
| O.Mech.         | Ordo Mechitaristarum                                                                                                | Mechitarista Rend                                                                       | mechitaristák, örmény bencések                                                            |            |
| O.Mech.Ven.     | Ordo Mechitaristarum Venetiarum                                                                                     | Velencei Mechitarista Rend                                                              | velencei mechitaristák                                                                    |            |
| O.Mech.Vind.    | Bécsi Mechitaristák Rendje                                                                                          | bécsi mechitaristák                                                                     |                                                                                           |            |
| O.Mel.          | Ordo Melitensis | Máltai Lovagrend                                                                        | máltaiak, johanniták                                                                      |            |
| O.M.I.          | Congregatio Oblatorum Missionariorum BMV Immaculatae                                                                | Szeplőtelen Szűz Missziós Oblátusai                                                     |                                                                                           |            |
| O.Min.Cap.      | Ordo Fratrum Minorum Capuccinorum                                                                                   | Kisebb Testvérek Kapucinus Rendje                                                       | kapucinusok                                                                               |            |
| O.Min.Conv.     | Ordo Fratrum Minorum Conventualium                                                                                  | Kisebb Testvérek Konventuális Rendje                                                    | minoriták, fekete ferencesek, konventuálisok                                              |            |
| O.Minim.        | Ordo Minimorum | Legkisebb Testvérek Rendje                                                              | paulánusok, paulinusok, minimiták                                                         |            |
| O.M.M.          | Ordo Maronita Beatae Mariae Virginis                                                                                | Boldogságos Szűt Maronita Rendje                                                        | maronita szerzetesek                                                                      |            |
| O.M.V.          | Congregatio Oblatorum B.M.V.                                                                                        | Congregatio Oblatorum B.M.V.                                                            |                                                                                           |            |
| O.P.            | Ordo Fratrum Praedicatorum                                                                                          | Prédikáló Testvérek Rendje                                                              | Domonkosok, domonkos nővérek                                                              |            |
| O.Poen.         | Ordo Poenitentiae de Iesu Nasareno                                                                                  | Názáreti Jézusról Nevezett Bűnbánók Rendje                                              | nazarénusok, názáretiek, bűnbánók rendje                                                  |            |
| O.Præm.         | Candidus et Canonicus Ordo Præmonstratensis                                                                         | Premontreiek Rendje                                                                     | premontreiek                                                                              |            |
| Or.             | Institutum Oratorii S. Philippi Nerii                                                                               | Néri Szent Fülöp Oratóriumainak Szövetsége                                              | oratoriánusok                                                                             |            |
| Or.J.M.I.       | Congregatio Oratorii Iesu et Mariae Immaculatae                                                                     | Jézus és a Szeplőtelen Szűz Oratóriuma                                                  | párizsi (francia) oratoriánusok                                                           |            |
| O.R.S.          | Ordo Clericorum Regularium a Somascha                                                                               | Szomaszkai Szabályozott Papi Rend                                                       | szomaszkaiak, szomaszkák                                                                  |            |
| O.S.A           | Ordo Sancti Augustini                                                                                               | Szent Ágoston rendje                                                                    | ágostonos kanonokok, ágostonosok                                                          |            |
| O.S.A.D.        | Ordo Fratrum Eremitarum Discalceatorum S. Augustini                                                                 | Sarutlan Ágoston-rend                                                                   | sarutlan ágostonosok                                                                      |            |
| O.S.B.          | Ordo Sancti Benedicti                                                                                               | Szent Benedek Rend                                                                      | bencések, bencés apácák                                                                   |            |
| O.S.B.Cam.      | Congregatio O.S.B. Camaldulensis                                                                                    | Kamalduli Bencés Kongregáció                                                            | kamalduliak, kamalduli apácák                                                             |            |
| O.S.B.Coel.     | O.S.B. Congregatio Coelestinensis                                                                                   | Celesztin Bencés Kongregáció                                                            | cölesztinusok, celesztinusok                                                              |            |
| O.S.B.M.        | Ordo Sancti Basilii Magni                                                                                           | Nagy Szent Bazil Rend                                                                   | baziliták                                                                                 |            |
| O.S.B.Oliv.     | O.S.B. Montis Oliveti                                                                                               | Olajfák Hegye Bencés Kongregáció                                                        | olivetánusok                                                                              |            |
| O.S.B.Ott.      | O.S.B. Congregatio Ottiliensis pro Missionibus Exteris                                                              | Szent Ottilieni Missziós Bencések                                                       |                                                                                           |            |
| O.S.C.          | Ordo Sanctae Clarae                                                                                                 | Szent Klára Rendje                                                                      | Klarissza nővérek                                                                         | klarisszák |
| O.S.C.          | Ordo Fratrum Sanctae Crucis, Kreuzherren                                                                            | Keresztes Urak Rendje                                                                   |                                                                                           |            |
| O.S.C.          | Oblati S. Caroli, Oblati Sancti Ambrosii                                                                            | Szt Ambrus és Borromei Szt Károly Oblátusai                                             | ambroziánusok                                                                             |            |
| O.S.C.          | Ordo Clericorum Regularium Ministrantium Infirmis                                                                   | Betegeket Szolgáló Szabályozott Papok Rendje                                            | kamilliánusok                                                                             |            |
| O.S.Cam.        | Ordo Clericorum Regularium Ministrantium Infirmis                                                                   | Betegeket Szolgáló Szabályozott Papok Rendje                                            | kamilliánusok                                                                             |            |
| O.S.C.Cap.      | Ordo S. Clarae Cap.                                                                                                 | Szent Klára Kapucinus Rendje                                                            | klarissza kapucinus apácák                                                                |            |
| O.Sch.P.        | Ordo Clericorum Regularium Pauperum Matris Dei Scholarum Piarum                                                     | Kegyes Iskolák Isten Anyjáról nevezett Szegény Szabályozott Papjainak Rendje            | Piaristák                                                                                 |            |
| O.S.Cl.         | Ordo Sanctae Clarae                                                                                                 | Szent Klára Rendje                                                                      | klarisszák                                                                                |            |
| O.S.Cl.Alc.     | Ordo Sanctae Clarae Alcantarinarum                                                                                  | Szent Klára Alkantarai Rendje                                                           | alkantarai klarissza apácák                                                               |            |
| O.S.Cl.Cap.     | Ordo S. Clarae Cap.                                                                                                 | Szent Klára Kapucinus Rendje                                                            | klarissza kapucinus apácák                                                                |            |
| O.S.Cl.Col.     | Ordo Sanctae Clarae reformationis a S. Coleta                                                                       | Szent Colette-ről Elnevezett Reformált Klarissza rend                                   | colettinák, colettinus nővérek, szegény klarisszák                                        |            |
| O.S.Cl.Obs.     | Ordo Sanctae Clarae de Observantia                                                                                  | Obszerváns Klarissza Rend                                                               | obszerváns klarisszák                                                                     |            |
| O.S.Cl.Rec.     | Ordo Sanctae Clarae Recollectarum                                                                                   | Szent Klára Rekollekta Rend                                                             | rekollekta klarisszák                                                                     |            |
| O.S.Cl.S.Obs.   | Ordo Sanctae Clarae Strictioris Observantiae                                                                        | Szigorított Obszerváns Klarissza Rend                                                   | szigorú obszerváns klarisszák                                                             |            |
| O.S.Cr.         | Ordo Sancti Crucis                                                                                                  | Szent Kereszt Rend                                                                      | keresztes lovagok                                                                         |            |
| O.S.D.          | Ordo Sancti Dominici                                                                                                | Szent Domonkos Rendje                                                                   | domonkos apácák, harmadrendi domonkos nővérek                                             |            |
| O.S.E.          | Ordo Sanctae Elisabethae                                                                                            | Szent Erzsébet Rendje                                                                   | Erzsébet-apácák, Szent Erzsébet Nővérek                                                   |            |
| O.S.F.          | Ordo S. Francisci                                                                                                   | Szent Ferenc Rendje                                                                     | ferences testvérek, ferences nővérek                                                      |            |
| O.S.F.C.        | Ordo Sancti Francisci Capuccinorum                                                                                  | Szent Ferenc Kapucinus Rendje                                                           | kapucinusok                                                                               |            |
| O.S.F.S.        | Institutum Oblatorum S. Francisci Salesii                                                                           | Szalézi Szent Ferenc Oblátusai                                                          |                                                                                           |            |
| O.S.H.          | Ordo Sancti Hieronymi                                                                                               | Szent Jeromos Rendje                                                                    | hieronimiták                                                                              |            |
| O.S.J.          | Congregatio Oblatorum S. Joseph                                                                                     | Szent József Asti Oblátusai                                                             |                                                                                           |            |
| O.S.J.D.        | Ordo Hospitalarius S. Ioannis de Deo                                                                                | Istenes Szent Jánosról nev. Irgalmas Testvérek                                          | irgalmasok                                                                                |            |
| O.S.M.          | Ordo Servarum Mariae                                                                                                | Szűz Mária Szolgálóleányai Szervita Nővérek                                             | szerviták, szervita nővérek, mantelláták                                                  |            |
| O.S.M.          | Ordo Servarum Mariae                                                                                                | Szűz Mária Szolgái                                                                      | Szerviták                                                                                 |            |
| O.S.M.M.        | Ordo Sanctae Mariae Magdalenae de Poenitentia                                                                       | Mária Magdolna Vezeklő Nővérei                                                          | Magdolna nővérek, magdalénás nővérek                                                      |            |
| O.S.P.          | Opus Sancti Petri                                                                                                   | Szent Péter Műve                                                                        |                                                                                           |            |
| O.S.P.          | Ordo Clericorum Regularium Pauperum Matris Dei Scholarum Piarum                                                     | Kegyes Iskolák Isten Anyjáról nevezett Szegény Szabályozott Papjainak Rendje            | piaristák                                                                                 |            |
| O.S.P.          | Ordo S. Pauli | Szent Pál Rendje                                                                        | pálosok                                                                                   |            |
| O.S.P.P.E.      | Ordo Sancti Pauli Primi Eremitae                                                                                    | Szent Pál Első Remete Rendje                                                            | pálosok                                                                                   |            |
| O.S.Salv.       | Ordo Ss. Salvatoris                                                                                                 | Legszentebb Üdvözítőről Nevezett Brigitta Rend                                          | brigitták, brigittinák                                                                    |            |
| O.S.Sp.         | Ordo Hospitaliarius S. Spiritus                                                                                     | Szentlélek Ispotályos Rend                                                              |                                                                                           |            |
| O.Ss.R.         | Ordo Sanctissimi Redemptoris                                                                                        | Legszentebb Megváltó Nővéreinek Rendje                                                  | redemptorista apácák                                                                      |            |
| O.Ss.T.         | Ordo Sanctissimae Trinitatis                                                                                        | Legszentebb Szentháromság Rendje                                                        | trinitáriusok                                                                             |            |
| O.S.T.          | Ordo Sanctissimae Trinitatis                                                                                        | Legszentebb Szentháromság Rendje                                                        | trinitáriusok                                                                             |            |
| O.S.T.Disc.     | Ordo Ss. Trinitatis Discalceatorum                                                                                  | Legszentebb Szentháromság Sarutlan Rendje                                               | sarutlan trinitáriusok                                                                    |            |
| O.S.T.Ref.      | Ordo Ss. Trinitatis Reformatorum                                                                                    | Legszentebb Szentháromság Reformált Rendje                                              | reformált trinitáriusok                                                                   |            |
| O.S.U.          | Ordo Sanctae Ursulae                                                                                                | Szent Orsolya Rendje                                                                    | Orsolyiták                                                                                |            |
| O.T.            | Ordo Teutonicus | Német Lovagrend                                                                         |                                                                                           |            |
| O.Theat.        | Ordo Clericorum Regularium Theatinorum                                                                              |                                                                                         | teatinusok                                                                                |            |
| O.Trin          | Ordo Trinitariorum                                                                                                  | Szentháromság Rend                                                                      | trinitáriusok                                                                             |            |
| O.V.M.          | Ordo de Visitatione B.M.V.                                                                                          | Szűz Mária Látogatásáról Nevezett Rend                                                  | vizitációs nővérek, vizitációs apácák, szalézi nővérek                                    |            |
| P.A.            | Patres Albi | Fehér Atyák                                                                             | fehér atyák                                                                               |            |
| P.D.D.M.        | Pie Discepole del Divin Maestro                                                                                     | Isteni Mester Tanítványai                                                               | paulinus nővérek                                                                          |            |
| P.F.M.          | Institutum Parvulorum Fratrum Mariae                                                                                |                                                                                         | marista iskolatestvérek                                                                   |            |
| Piar.           | Ordo Clericorum Regularium Pauperum Matris Dei Scholarum Piarum                                                     | Kegyes Iskolák Isten Anyjáról nevezett Szegény Szabályozott Papjainak Rendje            | piaristák                                                                                 |            |
| P.I.M.E.        | Institutum Pontificium a Ss. Apostolis Petro et Paulo et a Ss. Ambrosio et Carolo pro missionibus ad exteras gentes |                                                                                         | Milánói missziós szeminárium                                                              |            |
| P.M.E.          | Societas pro Missionibus Exteris Provinciae Quebecensis                                                             | Quebeci Tartomány Missziós Társulata                                                    |                                                                                           |            |
| P.M.S.M.        | Congregatio Parvae Missionis ad Surdos-Mutos                                                                        |                                                                                         | süket-néma missziósok                                                                     |            |
| Praem.          | Candidus et Canonicus Ordo Praemonstratensis                                                                        | Premontrei rend                                                                         | premontreiek                                                                              |            |
| Prem.           | Candidus et Canonicus Ordo Praemonstratensis                                                                        | Premontrei rend                                                                         | premontreiek                                                                              |            |
| P.S.C.J.        | Societas Presbyterorum Ss. Cordis Iesu de Bétharram                                                                 | Jézus Szent Szívének Bétharrami Papjai                                                  |                                                                                           |            |
| P.S.D.P.        | Pauperes Servi Divinae Providentiae                                                                                 | Gondviselés Szegény Szolgái                                                             |                                                                                           |            |
| P.S.I.C.        | Pia Presbyterorum Societas ab Immaculata Virginis Conceptione                                                       | Szeplőtelen Szűzi Fogantatásról Nevezett Papi Társaság                                  | Lourdes-i misszionáriusok                                                                 |            |
| P.S.M.          | Congregatio Presbyterorum a S. Maria de Tinchebray                                                                  | Tinchebray-i Szűzanya Papjai                                                            |                                                                                           |            |
| P.S.M.          | Pia Societas Missionum                                                                                              | Missziós Jámbor Társaság                                                                | pallottinusok, pallottinus nővérek                                                        |            |
| P.S.P.          | Congregatio Parvarum Sororum Pauperum                                                                               | Szegények Kis Nővérei                                                                   |                                                                                           |            |
| P.S.S.C.        | Pia Societas Missionariorum a S. Carolo pro Italis emigratis                                                        |                                                                                         | scalabriniánusok                                                                          |            |
| R.C.J.          | Congregatio Ragationistarum Cordis Jesu                                                                             |                                                                                         | rogacionisták                                                                             |            |
| R.G.S.          | Congrégation des Soeurs de Notre Dame Charité du Bon Pasteur                                                        | Jó Pásztor Nővérek Kongregációja                                                        | Jó Pásztor nővérek                                                                        |            |
| R.S.C.J.        | Religieuses du Sacré Cœur                                                                                           | Szent Szív Társaság                                                                     | Sacré-Cœur apácák                                                                         |            |
| R.S.V.          | Congregatio Religiosorum S. Vincentii a Paulo                                                                       | Páli Szent Vince Kongregáció                                                            | vincés atyák és testvérek                                                                 |            |
| S.A.            | Auxiliatrices des âmes du Purgatoire                                                                                | Tisztítótűzben Szenvedő Lelkeket Segítő Nővérek                                         | segítő nővérek                                                                            |            |
| S.A.            | Congregatio Religiosorum "of the Atonement"                                                                         | Atonementi Testvérek                                                                    |                                                                                           |            |
| S.A.C.          | Societas Apostolatus Catholici                                                                                      | Katolikus Apostolkodás Társasága                                                        | pallottinusok, pallottinus nővérek                                                        |            |
| S.A.M.          | Societas Missionum ad Afros                                                                                         | Afrikai Missziós Társaság                                                               | Lyoni Szeminárium                                                                         |            |
| S.C.            | Fratres a Ss. Corde Iesu                                                                                            | Jézus Szent Szívének Testvérei                                                          |                                                                                           |            |
| S.C.            | Societas S. Cordis                                                                                                  | Szent Szív Társaság                                                                     | Sacré-Cœur apácák                                                                         |            |
| S.C.            | Sorores de Caritate                                                                                                 | Szeretet Leányai                                                                        | irgalmas nővérek                                                                          |            |
| S.C.            | Sorores de Caritate, SZINT                                                                                          | Szatmári Irgalmas Nővérek Társasága                                                     | szatmári irgalmas nővérek                                                                 |            |
| S.C.            | Congregatio Servorum a Charitate                                                                                    | Szeretet Szolgái                                                                        |                                                                                           |            |
| S.C.C.          | Sorores de Caritate Christiana                                                                                      | Keresztény Szeretet Nővérei                                                             |                                                                                           |            |
| S.C.E.P.        | Societas Christi pro Emigrantibus Polonis                                                                           | Krisztus Társasága a Lengyel Emigránsokért                                              |                                                                                           |            |
| Sch.P.          | Ordo Clericorum Regularium Pauperum Matris Dei Scholarum Piarum                                                     | Kegyes Iskolák Isten Anyjáról nevezett Szegény Szabályozott Papjainak Rendje            | piaristák                                                                                 |            |
| S.C.J.          | Congregatio Sacerdotum a Sacro Corde Iesu                                                                           | Jézus Szent Szívének Papjai                                                             |                                                                                           |            |
| S.C.J. de Béth. | Societas Presbyterorum SSmi Cordis Jesu de Bétharram                                                                | Jézus Szent Szívének Bétharrami Papjai                                                  |                                                                                           |            |
| S.C.J.M.        | Soeurs de la Charité de Jésus et de Marie                                                                           | Jézus és Mária Szeretetéről nevezett Nővérek                                            |                                                                                           |            |
| S.C.S.          | Societas S. Columbani pro missionibus apud Sinenses                                                                 | Szent Kolumbán Kínai Misszionáriusai                                                    |                                                                                           |            |
| S.C.S.C.        | Sororum Caritatis a Sancta Cruce                                                                                    | Szent Keresztről nevezett Irgalmas Nővérek                                              | keresztes nővérek                                                                         |            |
| S.D.B.          | Societas Don Bosco                                                                                                  | Don Bosco Társasága                                                                     | szaléziek                                                                                 |            |
| S.D.P.          | Sorores de Divina Providentia                                                                                       | Isteni Gondviselés Nővérei                                                              |                                                                                           |            |
| S.D.R.          | Congregatio Sororum Divini Redemptoris                                                                              | Isteni Megváltóról Nevezett Nővérek                                                     | megváltós nővérek                                                                         |            |
| S.D.S.          | Societas Divini Salvatoris                                                                                          | Isteni Üdvözítő Nővérei és Társulata                                                    | salvatoriánusok, Salvator nővérek                                                         |            |
| S.D.S.H.        | Society Devoted to the Sacred Heart, Societas Jesu Cordi Devota                                                     | Jézus Szíve Nővérek Társasága                                                           |                                                                                           |            |
| S.D.V.          | Societas Divinarum Vocationum                                                                                       | Isteni Hivatások Társasága                                                              |                                                                                           |            |
| S.F.            | Filii Sacrae Familiae                                                                                               | Szent Család Fiai                                                                       |                                                                                           |            |
| S.F.V           | Societas Fratrum Vianney                                                                                            | Vianney Testvérek a Tisztuló Lelkekért                                                  | Vianney Testvérek                                                                         |            |
| S.F.M.          | Societas Scarborensis pro Missionibus ad Exteras Gentes                                                             | Scarborói Missziós Társaság                                                             |                                                                                           |            |
| S.J.            | Societas Jesu | Jézus Társasága                                                                         | Jezsuiták                                                                                 |            |
| S.J.C.          | Societas Jesu Cordis                                                                                                | Jézus Szíve Társaság                                                                    | népleányok                                                                                |            |
| S.M.            | Societas Mariae | Mária Társasága                                                                         | marianisták, maristák, marista nővérek                                                    |            |
| S.M.            | Societas Missionis Socialis                                                                                         | Szociális Missziótársulat                                                               |                                                                                           |            |
| S.M.A.          | Societas Missionariorum Africae                                                                                     | Afrika Misszionáriusainak Társasága                                                     | Fehér Atyák                                                                               |            |
| S.M.B.          | Societas Missionum Exterarum de Betlehem in Helvetia                                                                | Svájci Betlehemita Missziós Társaság                                                    |                                                                                           |            |
| S.M.C.          | Societas Mariae a Cruce                                                                                             | Mária Keresztes Közössége                                                               |                                                                                           |            |
| S.M.M.          | Societas Mariae Montfortana                                                                                         | Montforti Mária Társasága                                                               | montfortiánusok                                                                           |            |
| S.M.M.M.        | Sorores BMV Matris Misericordiae                                                                                    | Irgalmas Szűz Nővérei                                                                   |                                                                                           |            |
| S.M.R.          | Societas Mariae Reparatricis                                                                                        | Engesztelő Szűz Mária Társasága                                                         | Mária Reparatrix nővérek, örökimádó nővérek                                               |            |
| S.M.S.J.        | Societas Missionariorum S. Joseph de Mill Hill                                                                      | Mill Hill-i Szent József Missziós Társulat                                              |                                                                                           |            |
| S.M.S.M.        | Societas Mariae pro Educatione Surdorum et Mutorum                                                                  | Mária Süket-némákat Nevelő Társasága                                                    |                                                                                           |            |
| S.N.D.          | Sorores Nostra Dominae                                                                                              | Miasszonyunkról Nevezett Nővérek                                                        | Notre Dame de Sion nővérek, Notre Dame apácák                                             |            |
| S.N.D.          | Society of Nirmala Dasikal                                                                                          | Szeplőtelen Szűz Mária Szolgálóleányai                                                  |                                                                                           |            |
| S.O.Cist.       | Sacer Ordo Cisterciensis                                                                                            | Ciszterci Szent Rend                                                                    | ciszterciek, ciszterci apácák                                                             |            |
| Sor.D.S.        | Sorores Divini Salvatoris                                                                                           | Isteni Üdvözítő Nővérei                                                                 | salvatoriánusok, Salvator nővérek                                                         |            |
| S.P.            | Ordo Clericorum Regularium Pauperum Matris Dei Scholarum Piarum                                                     | Kegyes Iskolák Isten Anyjáról nevezett Szegény Szabályozott Papjainak Rendje            | piaristák                                                                                 |            |
| S.P.S.          | Congregatio Sororum Franciscanium Pauperibus Succurrentium                                                          | Ferences Szegénygondozó Nővérek                                                         |                                                                                           |            |
| S.R.A.          | Societas Reginae Apostolorum                                                                                        | Apostolok Királynője Missziós Társaság                                                  |                                                                                           |            |
| S.S.            | Societas Sulpitiensis                                                                                               | Szulpicius Társasága                                                                    | szulpiciánusok                                                                            |            |
| S.S.            | Societas S. Francisci Salesii                                                                                       | Szalézi Szent Ferenc Társasága                                                          | szaléziek                                                                                 |            |
| S.S.C.          | Sorores Sanctae Cristianae                                                                                          | Szent Krisztiána Nővérek                                                                | Krisztiána nővérek                                                                        |            |
| S.S.C.C.        | Congregatio Sacrorum Cordium Iesu et Mariae nec non adorationis perpetuae Ss. Sacramenti altaris                    | Jézus és Mária Szent Szívének Örökimádás Kongregációja                                  | Picpus Társaság                                                                           |            |
| S.S.D.          | Sorores S. Dorotheae                                                                                                | Szent Dorottya Nővérek                                                                  | Dorottya nővérek                                                                          |            |
| S.S.E.          | Societas Patrum S. Edmundi Oblatorum S. Cordis Iesu et Immaculati Cordis Mariae                                     | Szent Ödön Papjai                                                                       |                                                                                           |            |
| S.S.E.          | Sorores S. Elisabethae                                                                                              | Szent Erzsébet Nővérei                                                                  | Erzsébet nővérek, Erzsébet-apácák                                                         |            |
| S.S.J.          | Societas Missionariorum a S. Joseph                                                                                 | Szent József Mexikói Misszionáriusai                                                    |                                                                                           |            |
| S.S.N.D.        | Sorores Scholarum Nostrae Dominae                                                                                   | Müncheni Szegény Iskolanővérek                                                          |                                                                                           |            |
| S.S.N.D.        | Congregatio Sororum Scholasticarum Pauperum a Nostra Domina                                                         | Miasszonyunkról Nevezett Szegény Iskolanővérek                                          | szegedi iskolanővérek                                                                     |            |
| S.S.P.          | Pia Societas a S. Paulo Apostolo                                                                                    | Szent Pál Jámbor Társasága                                                              | paulisták                                                                                 |            |
| S.S.P.C.        | Sodalitas S. Petri Claver pro Missionibus Africanis                                                                 | Claver Szent Péter Társaság                                                             |                                                                                           |            |
| S.Sp.S.         | Congregatio Missionalis Servarum Spiritus Sancti                                                                    | Szentlélek Szolgálói Missziós Társaság                                                  | steyli missziós nővérek                                                                   |            |
| S.S.S.          | Congregatio Presbyterorum s Ss. Sacramento                                                                          | Legszentebb Oltáriszentség Papjai Kongregáció                                           | eucharisztinusok                                                                          |            |
| S.S.S.          | Societas Sororum Socialium                                                                                          | Szociális Testvérek Társasága                                                           | szociális testvérek                                                                       |            |
| S.V.D.          | Societas Verbi Divini                                                                                               | Isteni Ige Társasága                                                                    | verbiták, steyli misszionáriusok                                                          |            |
| S.X.            | Pia Societas S. F. Xaverii pro exeteris missionibus                                                                 | Xavéri Szent Ferenc Jámbor Társasága                                                    | xaveriánusok                                                                              |            |
| Sz.I.N.T.       | Sorores Misericordiae de S. Vincentio de Paul de Szatmár                                                            | Páli Szent Vincéről nevezett Szatmári Irgalmas Nővérek Társasága                        | irgalmas nővérek                                                                          |            |
| Sz.T.T.         | Societas Sororum Socialium                                                                                          | Szociális Testvérek Társasága                                                           | szociális testvérek                                                                       |            |
| T.O.F.          | Tertius Ordo Franciscanus                                                                                           | Ferences Harmadrend                                                                     |                                                                                           |            |
| T.O.R.          | Tertius Ordo Regularis S. Francisci                                                                                 | Szent Ferenc Reguláris Harmadrendje                                                     |                                                                                           |            |
| T.O.R.Cap.      | Tertius Ordo Regularis Capuccinarum                                                                                 | Reguláris Kapucinus Harmadrend                                                          | reguláris harmadrendi kapucinus nővérek                                                   |            |
| T.O.R.G.        | Tertio Ordo Regularis Gurkensis                                                                                     |                                                                                         | Szent Ferenc Kisnővérei, Szent Ferenc Kistestvérei                                        |            |
| T.O.S.D.        | Tertius Ordo S. Dominici                                                                                            | Szent Domonkos Harmadrendje                                                             | domonkos harmadrendiek                                                                    |            |
| T.O.S.F.        | Tertius Ordo Secularis Franciscalis                                                                                 | Ferences Világi Harmadrend                                                              | ferences harmadrendiek                                                                    |            |
| U.S.T.          | Unum Sanctissimae Trinitatis                                                                                        | Unum Sanctissimae Trinitatis Társaság                                                   | Unum nővérek                                                                              |            |
| Vilh.           | Ordo Fratrum Eremitanum S. Guilelmi                                                                                 | Szent Vilmos Remete Testvérei                                                           | vilhelmiták                                                                               |            |
| V.S.M.          | Visitatio Sanctae Mariae                                                                                            | Szűz Mária Látogatásáról Nevezett Rend                                                  | vizitációs nővérek, szalézi nővérek                                                       |            |
| Z.N.D.          | Congregation Notre Dame                                                                                             | Zalaegerszegi Notre Dame Női Kanonok- és Tanítórend                                     | Notre Dame nővérek                                                                        |            |